# Edgton
Edgton – wieś w Anglii, w hrabstwie Shropshire. Leży 29 km na południe od miasta Shrewsbury i 219 km na północny zachód od Londynu.